# Peter Gugisch
Peter Gugisch (* 7. Mai 1935 in Gotha) ist ein deutscher Germanist, Hörspielautor und ehemaliger Hauptabteilungsleiter Funkdramatik beim Rundfunk der DDR.

## Leben
Nach Studium der Germanistik, Slawistik und Sprechwissenschaften von 1953 bis 1958 in Jena, war Gugisch 1959 bis 1960 Fachschuldozent in Ost-Berlin. 1960 bis 1969 war er wissenschaftlicher Assistent und Oberassistent an der Universität Greifswald, an der er 1965 über die Geschichte des Hörspiels promovierte.
1969 bis 1990 arbeitete Peter Gugisch für den Rundfunk der DDR, wo er ab 1977 als Nachfolger von Hans Bentzien Leiter der Hauptabteilung Funkdramatik wurde. In dieser Funktion hat er unter anderem noch 1987 das Verbot gegen Thomas Heises Radio-Feature Widerstand und Anpassung – Überlebensstrategie. Erinnerungen eines Mannes an das Lager Dachau durchgesetzt.
Neben wissenschaftlichen und publizistischen Arbeiten (u. a. Mitarbeit am Romanführer, Verlag Volk und Wissen), Ko-Autor von Sendungen wie Brecht und der Rundfunk (1973, zusammen mit Wolfgang Beck), Das war – das ist Hörspiel (1979, zusammen mit Siegfried Pfaff, Gerhard Rentzsch sowie Wolfgang Beck) seit Ende der siebziger Jahre Hörspieladaptionen epischer Werke, z. B. Willi Bredels Roman Die Väter (1968, zusammen mit Rolf Gumlich). Honorardozentur an der Universität Leipzig.
Peter Gugisch ist Mitglied der Johann-Gottfried-Schnabel-Gesellschaft e.V., Stolberg/Südharz. Im Wintersemester 2006/07 leitete Dr. Peter Gugisch an der Universität Wien eine Lehrveranstaltung zum Thema DDR-Hörspiel.

## Werke

### Schriften
- Hörspiel 1960 in: hörspieljahrbuch 1, Henschelverlag Berlin 1961, S. 11–26
- Die Entwicklung des Gegenwartshörspiels in der Deutschen Demokratischen Republik. (Phil. Diss. Greifswald, 1965)
- Die Insel Felsenburg von Johann Gottfried Schnabel, Herausgeber, Insel-Verlag Leipzig 1966
- Hörspiel in der DDR, Abdruck der überarb. u. gekürzten Dissertation in: Hörspiele 6, Henschelverlag Berlin 1966, S. 7–177
- Das Modell; Hörspiele, Henschelverlag Berlin 1972, 280 Seiten
- Portrait einer dicken Frau, Hörspiele, Henschelverlag Berlin 1974, 308 Seiten
- Die merkwürdige Verwandlung der Jenny K., Hörspiele, Herausgeber, Henschelverlag Berlin 1976, 262 Seiten
- Ich will nicht leise sterben, Hörspiele, Herausgeber, Henschelverlag Berlin 1979, 211 Seiten
- Hörspiel und Geschichte. Statt eines Vorworts in: Das klare Wort der Schrift, Hörspiele, Herausgeberin: Christa Vetter, Henschelverlag Berlin 1982, 236 Seiten
- Zs. mit Siegfried Hähnel: Hörspiel-Ursendungen 1945-1985, Dokumentation. In: Beiträge zur Geschichte des Rundfunks 20/1986, S. 29–45
- Zs. mit Barbara Gugisch: Meine liebe...! Sehr verehrter...! 365 Briefe eines Jahrhunderts, 752 Seiten, Rhino-Verlag Weimar 1999, ISBN 978-3-932081-36-1[3]
- Die Kusine und andere Erzählungen, 147 Seiten, Edition Schwarzdruck, Berlin 2008, ISBN 978-3-935194-26-6[4]

### Hörspiele und Features
- Die Väter, achtteiliges Hörspiel nach Willi Bredel, zusammen mit Rolf Gumlich, Regie: Fritz-Ernst Fechner, 1968
- Ein Schluchzen ohne Ende, Hörspiel nach Gilles Perrault, Regie: Wolfgang Schonendorf, 1973
- Das war – das ist Hörspiel; Zeugen und Zeugnisse aus drei Jahrzehnten, Acht Folgen, Manuskript der Folgen 5–8, 1979
- Zeit zum Aufstehn zwölfteiliges Hörspiel nach August Kühn, Regie: Werner Grunow, 1979
- Eine Geschichte für Leo, Hörspiel mit Rolf Hoppe, Regie: Walter Niklaus, 1984, Abdruck in: Auf der Schaukel, Henschelverlag Berlin 1985, S. 177–205
- Grundton D (zs. mit Renate Gugisch), Essays u. Gespräche für die Reihe Konzert und Denkmalschutz für die östlichen Bundesländer, Deutschlandfunk 1991–2012
- Hörspiel in der DDR, Radioessay in zwei Teilen (zs. mit Renate Gugisch), Deutschlandfunk, 11./18. Juli 1992
- Zs. mit Renate Gugisch: Und die Musik spielt dazu, mehrteilige Musikfeature-Reihe, MDR Kultur 1994–1997
- Zs. mit Barbara Gugisch: Meine liebe...! Sehr verehrter...! Briefe eines Jahrhunderts, 365 Folgen à 5 Minuten, Regie: Klaus Zippel, MDR Kultur 1999 / HörZeichen Gerichshain 2000, 3 CDs, ISBN 3-934492-03-7
- Fünf Märchen der Gebrüder Grimm – nacherzählt von einem Bratscher, Hörspiel, Regie: Barbara Plensat, RBB 2009
- Ein Spiel, Kriminalhörspiel, Regie: Uwe Scharek, DLR 2016